# Cebrià de Tarragona
Cebrià (Tarragona?, segle VII - ca. 691) fou arquebisbe de Tàrraco. Malgrat que mai no hagi estat formalment canonitzat, fou venerat com a sant a l'arxidiòcesi de Tarragona, i el seu nom figura en santorals fins al segle xix. Cebrià no és esmentat a les llistes de sants de l'Església Catòlica, ja que mai no ha estat canonitzat oficialment. A Tarragona, rebé veneració local i sempre se'l cita com el "sant" o "beat" Cebrià. Això no obstant, des del segle xix, aquesta veneració ha desaparegut de la litúrgia.
No se'n coneix la vida anterior al nomenament episcopal. El seu pontificat va durar fins prop del 691. Fou elegit arquebisbe com a successor de Fàluax cap al 683. Assistí al Concili XII de Toledo i envià representants als XIII (683), XIV (684) i XV (688).
Va adquirir, per la seva vida i virtut, fama de santedat, i s'explicaren miracles i fets prodigiosos esdevinguts encara en vida seva. Morí en llaor de santedat, després de vint anys d'episcopat, el 24 d'abril, cap a l'any 691.
Fou sebollit a la Catedral de Tarragona. A l'arca de marbre on hi ha les seves restes, avui rere l'altar major de la seu i instal·lada per l'arquebisbe Roderic de Tello al segle xiii, porta la inscripció:
| « | Hic recquiescit vir sanctissimus Ciprianus primae sedis Tarraconensis civitatis episcopus, depositus est in hoc tumulum octavo klas Maias in pace | » |
| — Aquí descansa el santíssim home Cebrià, bisbe de la primera seu de la ciutat de Tarragona; fou dipositat en aquest túmul el vuitè dia de les calendes de maig [el 24 d'abril], en pau. | |   |